# Görög Ilona (színművész)
Görög Ilona, névváltozat: Gerő Ilona (Körmend, 1914. november 7. – Szófia, 1985. június 23.) magyar színésznő, Hont Ferenc színházrendező második felesége.

## Életpályája
1938-ban szerzett színészi oklevelet az Országos Magyar Királyi Színművészeti Akadémián. 1939-től a Független Színpad társulatában lépett színpadra. 1945 után a Független Színpad, majd a Madách Színház, a Belvárosi Színház és az Állami Déryné Színház tagja volt. 1957-től nyugdíjazásáig a Magyar Néphadsereg Színházának, illetve annak visszanevezését követően a Vígszínháznak volt színésznője és rendezőasszisztense. 1961-ben az Egyetemi Színpadon rendezett is.

## Színpadi szerepeiből
- Johann Wolfgang von Goethe: Faust... Baj
- Molière – Örkény István: Zsugori... Krisztina
- George Bernard Shaw: Olyan szép, hogy nem is lehet igaz... Miss Mopply
- George Bernard Shaw: Megtört szívek háza... Ellie
- Alekszandr Nyikolajevics Osztrovszkij: Holló a hollónak... Szolgáló
- Anatolij Szofronov: Moszkvai jellem... Irina
- Anatolij Szurov: Szabad a pálya... Tyihvinszkája, riporter
- Friedrich Dürrenmatt: Az öreg hölgy látogatása... Luise kisasszony
- Paul Armont – Paul Vandenberghe: Fiúk, lányok, kutyák... Odette
- Tudor Muşatescu: Titanic keringő... Szobalány
- Jurij Burjakovszkij: Üzenet az élőknek... Fucsikova; Pincérnő
- Borisz Lavrenyov: Amerika hangja... Mrs. Kidd
- Mágori Erzsébet: Diplomaták... Elza

## Fontosabb rendezése
- Tone Brulin: Kutyák